# Lucien Devies
Pas d'image ? Cliquez ici
Lucien Devies, né le 12 septembre 1910 à Paris et mort le 22 septembre 1980 à Sallanches, est un alpiniste français. Il est le principal dirigeant des associations de montagne de la période 1945-1970.

## Biographie
Lucien Devies naît à Paris le 12 septembre 1910. Il est le fils de Maurice Devies. Il fait des études de droit.
Dès 1934, alors qu'il a 24 ans, il entre au comité français à l'Himalaya chargé d'organiser l'expédition française de 1936 au Hidden Peak. Après guerre, il a à la fois présidé le Groupe de haute montagne (1948-1951), le Club alpin français (1948-1951, de nouveau en 1957-1963 et en 1966-1970), la Fédération française de la montagne (1948-1973) et le comité de l'Himalaya. Il a été directeur de rédaction de la revue spécialisée La Montagne et Alpinisme en 1955-1974.
En tant que dirigeant de la Fédération française de la montagne, et plus spécialement du comité de l'Himalaya, il est le principal organisateur de toutes les expéditions françaises dans l'Himalaya et les Andes, depuis celle de 1950 à l'Annapurna jusqu'à celle au pilier Ouest du Makalu en 1971. Il a été notamment l'âme de l'organisation de l'expédition française à l'Annapurna de 1950, marquée par l'audace dans l'objectif et l'innovation dans le matériel et la technique alpine, qui relevait d'une expédition légère par comparaison notamment aux lourdes entreprises britanniques. Sa vision de cette expédition, caractérisée par un volontarisme patriotique, a été critiquée.
Il exerce ces fonctions alpines à titre bénévole alors que, professionnellement, il est pendant toute cette période de l'après guerre secrétaire général puis président directeur général de la STEMI, société de transport et manutention ferroviaire, et assume des responsabilités dans l'organisation professionnelle du transport ferroviaire.
Lucien Devies meurt le 22 septembre 1980 à Sallanches.

## Ascensions
- 1926 - Premières courses d'initiation avec les guides Armand Devouassoux, Camille Ravanel et Roger Devouassoux
- 1928 - Traversée de l'aiguille d'Argentière ; arête du Moine à la Verte
- 1929 - Traversée des aiguilles Dorées ; première ascension à la face nord de l'aiguille des Chamois (avec les guides Alfred Ravanel et R. Devouassoux) ; septembre dans les Dolomites : Croda di Lago, voie Dimaï à la Punta Fiammes
- 1930 - Face sud-ouest de la Meije orientale, arête nord-ouest du Pelvoux, versant nord-ouest du pic Sans Nom (chaque fois une 2e ascension, avec le guide Casimir Rodier) ; avec les frères A. et R. Jonquière : arête sud-est de la Tour Ronde, l'aiguille d'Argentière par son glacier supérieur, traversée Nonne-Evêque ; avec R. Devouassoux, versant Est de l'aiguille du Grépon
- 1931 - Avec Jacques Lagarde, traversée de la brèche du Coup de Sabre ; première ascension de la paroi nord-est de la pointe Gnifetti au mont Rose, dite « voie des français » ; dans les Dolomites, avec le guide Giuseppe Dimaï, spigolo sud-est du Gran Pomagagnon ; avec Emilio Comici et Maria Varale, Torre del Diavolo, paroi sud de la Tofana di Roses, Punta Grossman, spigolo sud-est de la Punta Fiammes
- 1932 - Oberland et Valais, Mönch par arête du Nollen, Jungfrau par le Guggi, tentative à la face nord de l'Eiger, traversée de la dent Blanche, et face nord du Grand Cornier (première ascension) avec Jacques Lagarde ; mont Blanc, éperon de la Brenva avec Piero Zanetti, et arête de l'Innominata avec Laurent Grivel (3e ascension) ; Dolomites, avec R. Tezenas et/ou Emilio Comici :  fissure Preuss à la Cima Piccola di Lavaredo, paroi sud de la Marmolada, Punta Cinque Dita, tour Kaspanoff di Sella, fissure Dimaï à la Torre Grande, et voie Miriam
- 1933 - Avec Armand Charlet : arête de Flèche rousse à l'aiguille d'Argentière, face nord de l'aiguille du Tour
- 1934 - Avec Jacques Lagarde, traversée du col du Plan, tentative à l'arête de Peuterey du mont Blanc, arête de la Tour ronde au mont Maudit, arête de l'Innominata au mont Blanc ; couloir du Diable au mont Blanc, et arête sud de l'aiguille Noire de Peuterey (4e ascension) avec Laurent Grivel ; première ascension de la paroi nord-ouest du pic d'Olan, avec Giusto Gervasutti, les 23 et 24 août
- 1935 - Avec Giusto Gervasutti dans les Dolomites : Dito Dio paroi nord-ouest, voie Dülfer à la Guglia de Amicis, paroi nord-ouest de la Civetta ; tentative aux faces nord de l'Eiger et de l'Ailefroide (mauvais temps) ; Première ascension de l'arête sud-est du pic Gaspard (30-31 août)
- 1936 - Première ascension du pilier nord-ouest de l'Ailefroide Occidentale avec Giusto Gervasutti, les 23 et 24 juillet
- 1937 - Voie Mayer-Dibona au Requin, avec Gervasutti, et face nord du Petit Dru (3e ascension)
- 1938 - Avec Jacques Lagarde : arête N de l'aiguille du Chardonnet, mont Blanc par la Sentinelle rouge, arête Sans Nom à l'aiguille Verte
- 1945 - Aiguille d'Argentière (glacier supérieur), aiguille du Jardin et de la Grande Rocheuse, Requin par l'arête du chapeau à cornes, couloir Couturier à la Verte avec M.-A. Azéma, traversée Charmoz-Grépon
- 1946 - Aiguille du Plan d'abord par la face nord  puis échappatoire, avec Haubmann, Neltner et Tezenas
- 1947 - Arête Ryan au Plan avec Jean et Jeanne Franco ; aiguille Mummery, avec J. et J. Franco, G. Kogan et J. Oudot ; traversée des aiguilles du Diable avec Louis Lachenal, Franz Lochmatter et Rudi Waser
- 1948-1950 - Face sud aiguille du Pouce, arête NE de la Persévérance, arête SO tête du Replat
- 1951 - Voie Andrich-Castiglioni à la Torre Venezia avec L. George

Encore quelques courses de moindre difficulté jusqu'en 1959,.

## Hommages
Le centre de documentation du Club alpin français s'appelle Centre national de documentation des montagnes du monde Lucien Devies.

## Publications
- Sous la direction de Lucien Devies et Lionel Terray, Joies de la montagne, Réalités, Hachette, Paris, 1965[10]
- Nombreuses préfaces dont Annapurna, premier 8.000 de Maurice Herzog (1951) ; Robert Paragot et Lucien Beradini, Vingt ans de cordée, Flammarion, 1974 ; Makalu, Jean Franco, Arthaud, 1955 ; Bataille pour le Jannu, Jean Franco, Gallimard, 1965 ; Makalu Pilier Ouest, R. Paragot et Yannick Seigneur, Arthaud 1972 ; Armand Charlet, la vie d'un guide, D. Busk, Arthaud 1974 ; Cent sommets, F. Labande, Arthaud 1975 ; Everest 78, Pierre Mazeaud, Denoel 1978 ; Montagnes ma vie, Gervasutti, Slatkine 1978
- rédacteur en chef de la revue Alpinisme (publication du GHM) de 1935 à 1954
- rédacteur en chef de la revue La Montagne et Alpinisme (publication du GHM et du Club alpin français) de 1955 à 1973 ; il y tient la « chronique alpine » et y écrit de nombreux articles